# 双葉電子工業
双葉電子工業株式会社（ふたばでんしこうぎょう、英: Futaba Corporation）は、国内大手の蛍光表示管（VFD）製造メーカー。また、「ラジコンのFutaba」としても有名。プロポの製造は、自ブランドの Futaba の他、OEM による他社ブランドのものもある。本社は千葉県茂原市にある。社名の由来は「二（双）人で千葉の地で起業しよう」という、創業者の思いからきている。創業者が日立製作所の出身であるため、日立グループとの係わりも深いが、日立グループではない。
国内の主要生産拠点は千葉県長生郡長生村の長生工場である。その他に金型部品工場として、長南工場（長生郡長南町）がある。

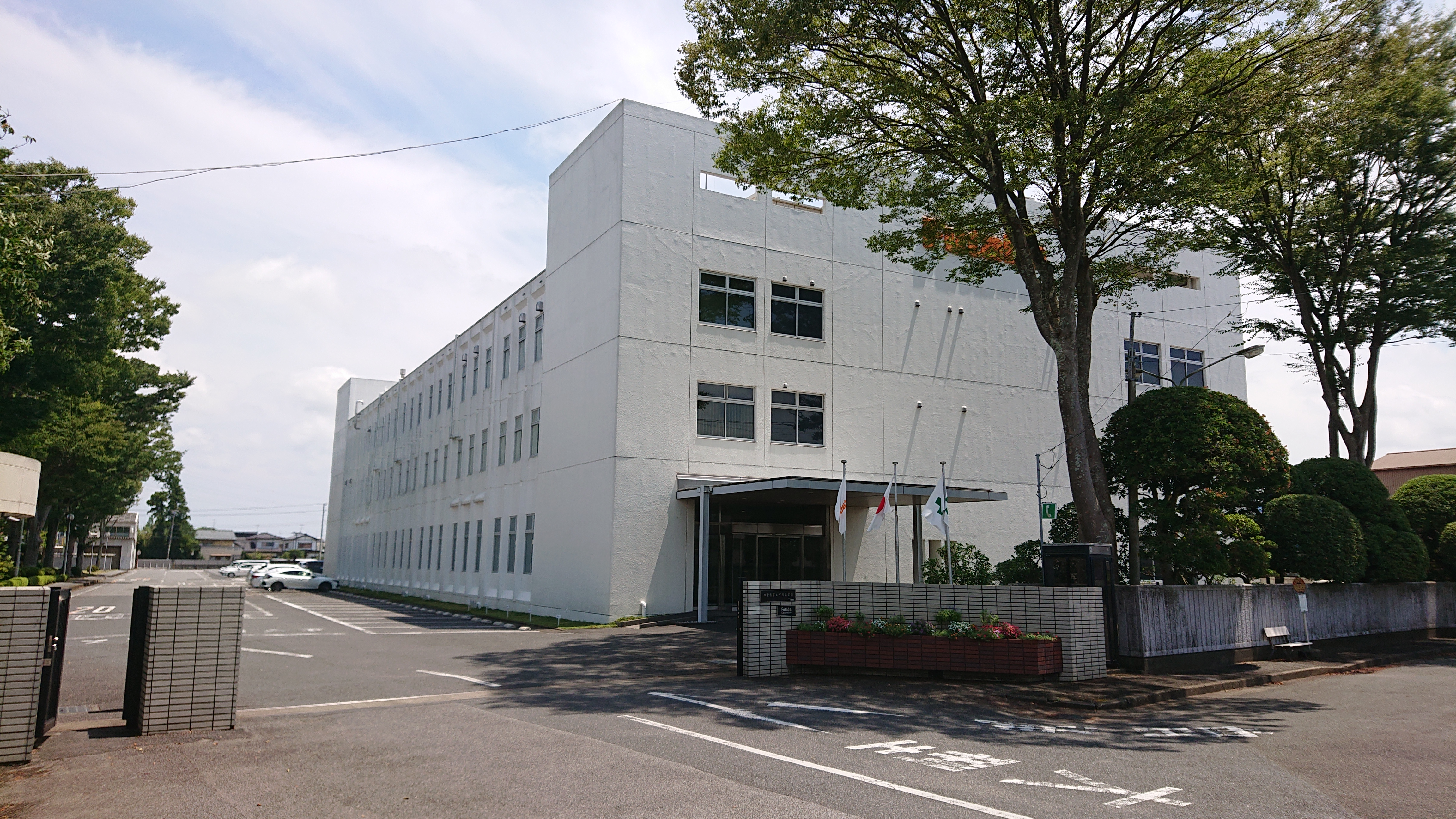
茂原市の本社ビル。（2021年7月28日撮影）

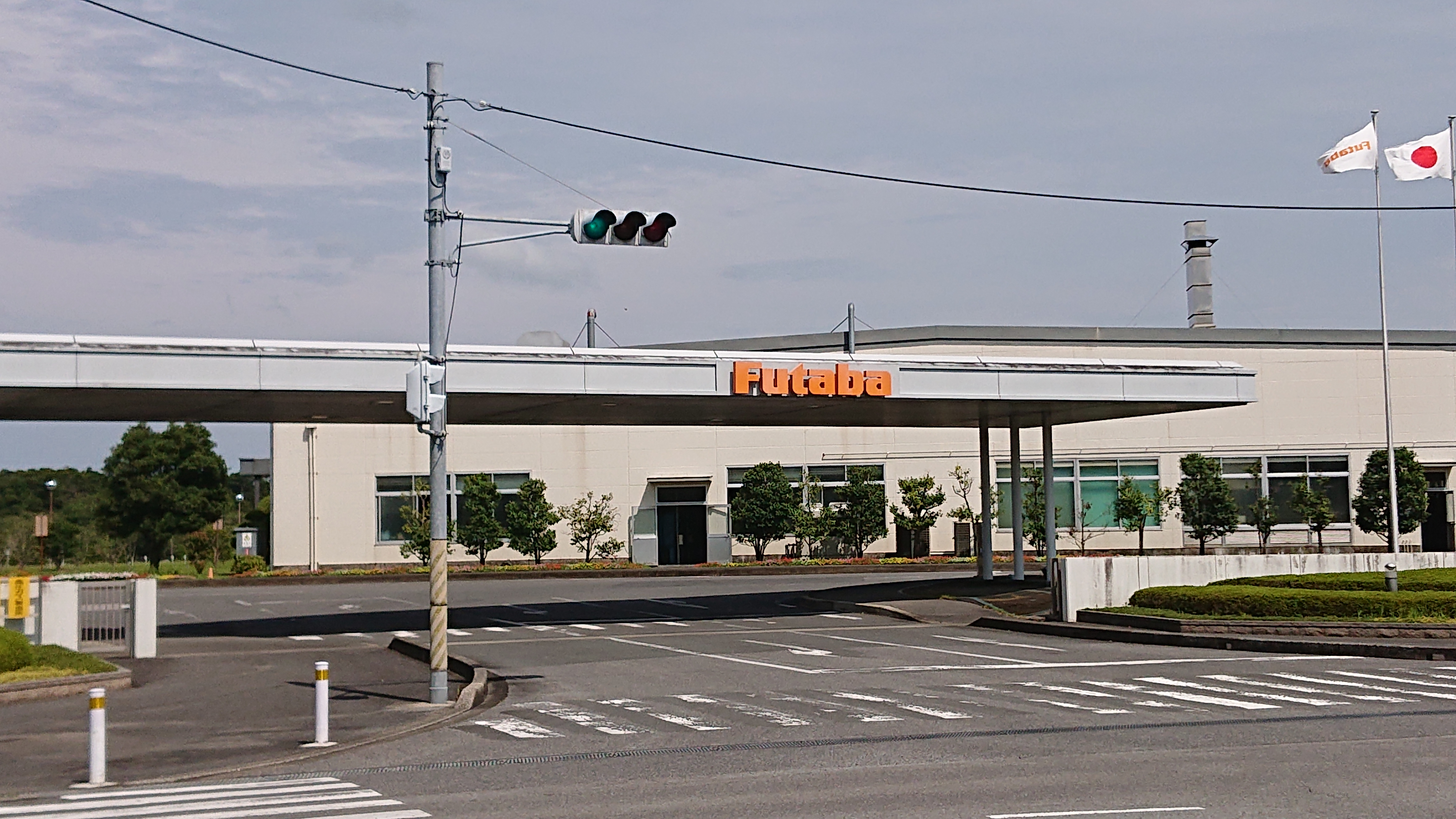
長生村の長生工場正門。（2021年7月28日撮影）

## 歴史

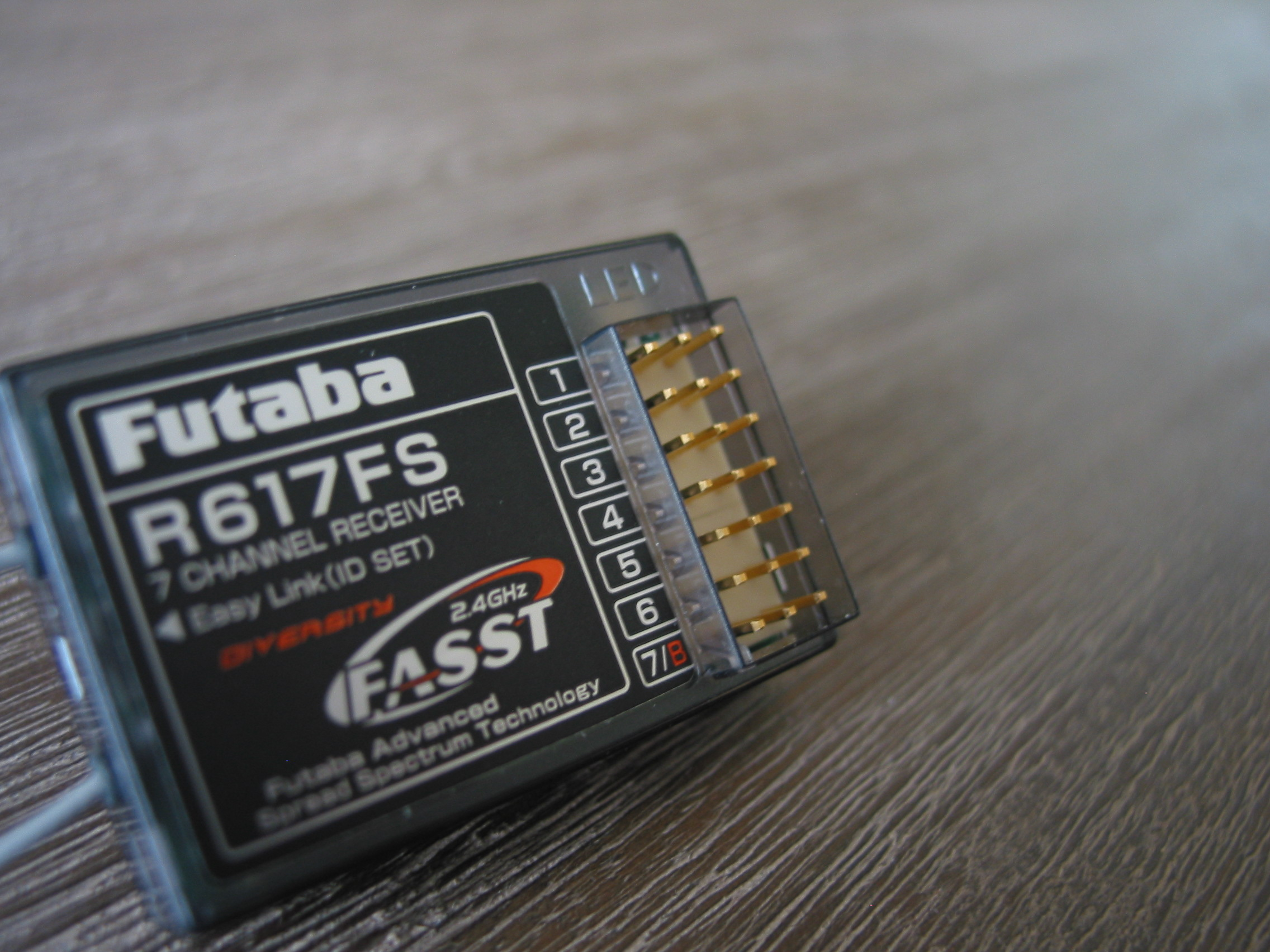
ラジコン用受信機

戦時中に理研真空工業茂原工場（後に日立製作所と合併、後の日立ディスプレイズを経て現在はジャパンディスプレイ）にて知り合った衛藤五郎と細矢礼二が、ラジオ受信用真空管の製造・販売を目的に1948年に設立した。その後、社内で使用していた自社製金型の販売やラジコン送受信機の製造も開始する。1970年には真空管の製造を中止するが、ノウハウを生かし、電子管（蛍光表示管、VFD）の製造・販売を開始する。
1972年には台湾に電子管の製造を目的とした現地法人・台湾双葉電子股份有限公司と、韓国にモールド金型部品の製造を目的とした現地法人・韓国双葉精密工業株式会社（2008年解散）を設立する。その後も、アジアを中心に電子管、ラジコン、金型の製造工場（現地法人）を設立し、特に電子管は国内生産から海外生産にシフトしている。1985年に東証二部に上場。翌1986年に東証一部に指定された。
また、1972年からデジタル位置読取装置の製造・販売を行っていたが、2004年10月に基幹業務への経営資源集中のため、サムタク株式会社へ営業譲渡した。
2004年には「FED（電界放出ディスプレイ）」の生産ライン構築が発表され、のちに生産を開始したが、2009年10月に新規開発・新規受注の中止を発表した。
2009年には、TDK株式会社の子会社であるTDKマイクロディバイス株式会社に資本参加し、有機ELディスプレイの製造事業に新規参入した。その後、TDKマイクロディバイス株式会社をTDK株式会社から買収し、2012年4月に完全子会社化のうえ、双葉モバイルディスプレイ株式会社に商号変更した。
2011年には、車載用タッチパネルの製造販売を開始し、2016年にはドローン操縦士の育成に特化した「Futabaドローンスクール」を長生工場内に開校した。
2020年8月には、主力製品である蛍光表示管および蛍光表示管モジュール事業からの撤退を発表し、2021年12月をもって受注終了となる予定。

## 製品
- 電子部品
  - 蛍光表示管（大型管がソニーのジャンボトロンに使用された。）
  - 蛍光表示管モジュール
  - 有機ELディスプレイ
  - タッチパネル
- ラジコン
  - ホビー用ラジコン
  - 産業用ラジコン
- 金型用部品
  - プレス金型用部品
  - モールド金型用部品
  - プレジションプレート
  - 省力機器
- その他
  - 有機EL用透明膜捕水剤

## グループ企業

### 子会社
- 日本国内
  - フタバ産業株式会社 （東京都千代田区神田須田町（秋葉原）・ラジコン専門店、登記上は茂原市　小売部門相当）同名の自動車部品メーカーは無関係。2021年3月に解散。[9][10]。
  - フタバビジネスシステム株式会社 （茂原市）
  - 小川精機株式会社 （大阪府大阪市）
  - 双葉精密株式会社 （岩手県釜石市）
  - サツキ機材株式会社 （四街道市）
  - 株式会社カブク （東京都千代田区）
  - セントラル電子制御株式会社（神奈川県川崎市）
- 日本国外
  - 台湾双葉電子股份有限公司 （台湾）
  - 双葉電子部品韓国株式会社 （韓国）
  - 起信精機株式会社 （韓国）
  - 起信メガテック株式会社 （韓国）
  - 株式会社原振精工 （韓国）
  - 双葉電子科技開発（北京）有限公司 （中国北京市）
  - 双葉電子部品（恵州）有限公司 （中国恵州市）
  - 富得巴（香港）有限公司 （中国香港特別行政区）
  - 富得巴精模（深圳）有限公司 （中国深圳市）
  - 富得巴国際貿易（上海）有限公司 （中国上海市）
  - 双葉精密模具（中国）有限公司 （中国崑山市）
  - FUTABA JTW(Thailand) Limited （タイ）
  - FUTABA(Vietnam) Company, Limited （ベトナム）
  - KISHIN VIETNAM Company, Limited （ベトナム）
  - FUTABA Denshi Corporation(Singapore) Private Limited （シンガポール）
  - FUTABA Corporation of America （米国イリノイ州）
  - FUTABA(Europe) GmbH （ドイツヴィーリッヒ）

## その他
- 1985年公開の米国映画バック・トゥ・ザ・フューチャー (Back to the Future) で、デロリアン・タイムマシンの無人（有犬?）テスト時に、科学者のドクがタイムマシンを操縦していた送信機は同社製。
- 1990年代前半、本社と同じ千葉県に所在するラジオ局、bayfmで提供番組「FUTABA DACING HOT SHOT」を持っていたことがあった。